# Esprit Holdings
Esprit Holdings Limited (en chinois : 思捷環球控股有限公司) est un fabricant de vêtements, mais également de joaillerie, parfums, accessoires, chaussures et linge de maison sous la marque Esprit.

## Présentation
Le siège social de la compagnie, Esprit DE Corp est basé à Ratingen, près de Düsseldorf, en Allemagne alors que les fonctions financières sont basées à Hong Kong.
En 1968, à San Francisco, Susie Russell et son mari Douglas Tompkins, le fondateur de The North Face, vendent leur première ligne de vêtements à bord de leur véhicule.
En 1971, ils rencontrent l'homme d'affaires Michael Ying, de cette rencontre est créée Esprit Far East Group (Hong Kong). La même année, à San Francisco, la compagnie est fondée et s'enregistre sous le nom de Esprit de Corp.
En 1976, Esprit s'installe en Europe et établit son siège européen à Düsseldorf en Allemagne.
En 1978, pour la première fois, le chiffre d’affaires dépasse les 100 millions de dollars. Des sociétés Esprit autonomes voient le jour en Allemagne et à Hong Kong 
En 1979, John Casado crée l'actuel logo d'Esprit.
En 1993, Esprit Holdings Ltd (HK) est coté à la bourse de Hong Kong.
En 1998, Esprit Europe lance la ligne EDC pour les jeunes.
En 2003, Esprit Holdings Ltd rachète 100 % des parts américaines de Esprit de Corp.
La marque est très présente en Allemagne et à Hong Kong notamment. En 2012, le chiffre d’affaires annuel de la marque s’élève à 3 milliards d’euros, ce qui en fait la seconde entreprise de mode en Allemagne derrière Adidas et devant Hugo Boss. Esprit est présente dans plus de quarante pays au travers de 770 boutiques Esprit sous licence et plus de 15 150 points de vente.
La société possède comme marque annexe edc by ESPRIT.

### Europe
Le 15 mai 2024, la marque annonce avoir déposé le bilan pour ses activités européennes. Les filiales suisse et belge d'Esprit ont déposé le bilan en avril 2024, et la société a publié un communiqué indiquant : « Au cours des dernières années, les filiales ont dû faire face à des coûts extrêmement élevés dus à l’inflation, aux taux d’intérêt et aux prix de l’énergie, aux séquelles du coronavirus et les conséquences des conflits internationaux ».
Le Monde indique que le secteur du prêt-à-porter est en crise, avec de nombreuses défaillances de marques connues, comme Camaïeu, Naf Naf, Kookaï, Burton of London ou Gap France. Le secteur doit faire face notamment à la concurrence de la fast fashion et de la seconde main.
En France, la marque est placée en redressement judicaire le 18 juillet 2024, puis en liquidation judiciaire le 12 septembre 2024. Le dernier bilan donné par la filiale est un chiffre d'affaires annuel de 32 millions d'euros, avec une centaine de points de vente et 145 employés sur le territoire français. Dans son jugement du 9 septembre 2024, le tribunal de commerce de Nanterre (Hauts-de-Seine), affirme qu'il « n'existe aucune possibilité de présenter un plan de redressement permettant d'apurer le passif », ce qui implique l'arrêt de l'activité,.